# Caragh
Caragh or Carragh (en irlandais : Ceárach) est un village du comté de Kildare, en Irlande.
Le village est situé sur la R409, entre la rivière  Liffey et le Grand Canal, il se trouve à 6,1 km au nord-ouest de Naas, à 7,9 km de Clane, et 10,6 km de Newbridge.
Caragh est aussi le nom de la paroisse qui comprend le village lui-même, les townlands environnants et le village de Prosperous, à environ 3 km au nord-ouest de Caragh.

## Orthographe du nom
Le conseil du comté de Kildare, l'OSI et d'autres instances gouvernementales orthographient "Carragh" (avec deux "r"), seulement sur les cartes, plans et autres documents officiels[réf. nécessaire].

## Géographie

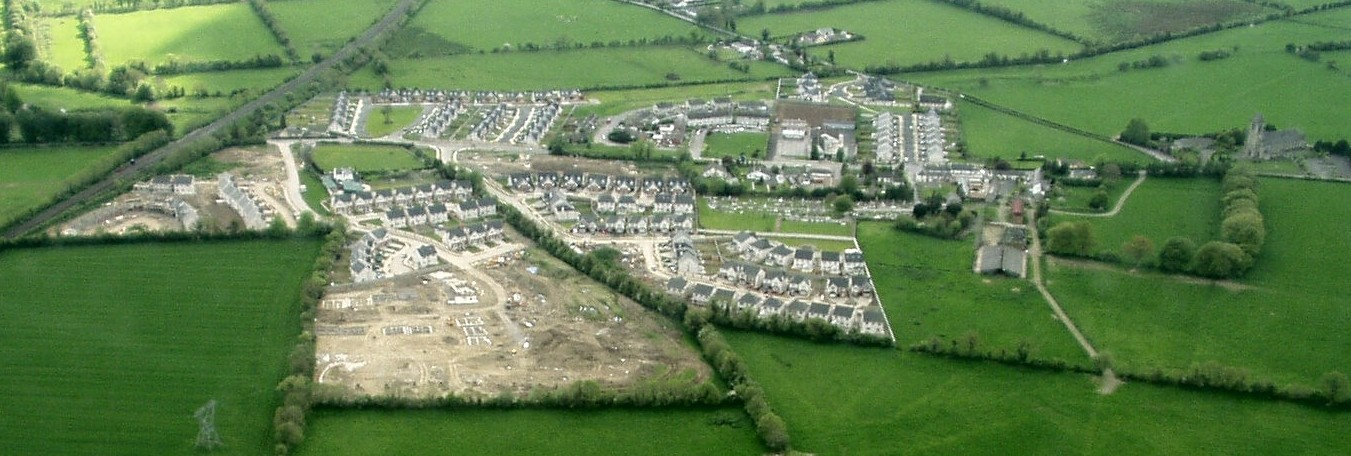
Vue aérienne du village (c. 2004).

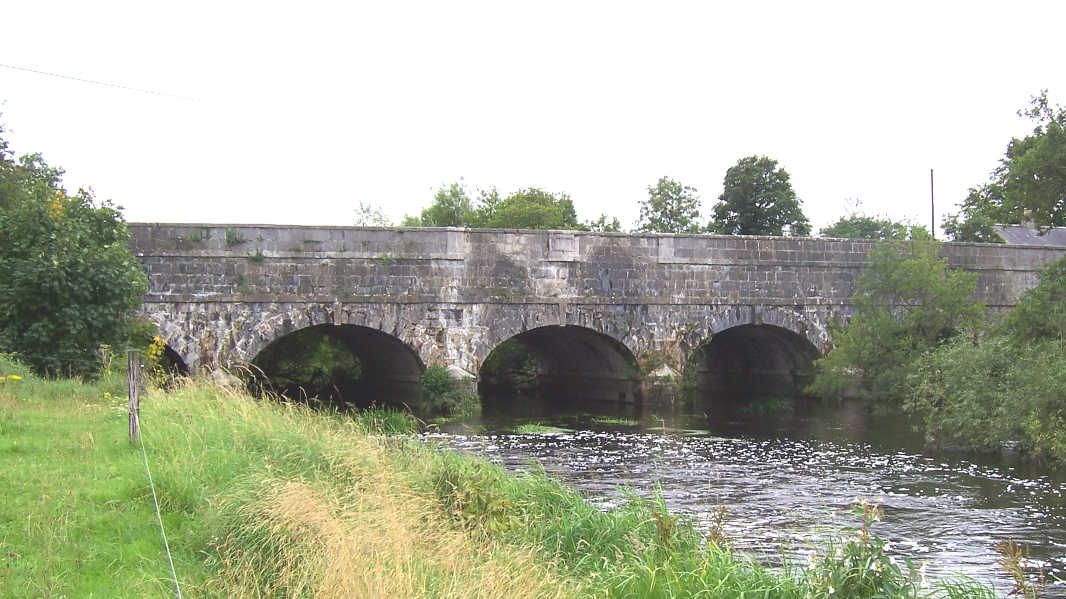
L'aqueduc du Leinster.

Le village est situé dans la moitié nord du comté de Kildare, à environ 3 km au nord-ouest de la sortie 10 de l'autoroute M7. La Liffey coule à côté du village. Un pont à voie de circulation unique traverse la Liffey, à l'approche de Caragh sur la R409 depuis le sud. Un historien local affirme qu'il s'agit du plus ancien pont encore existant sur tout le cours de la rivière.
Le Bog of Allen, une région de tourbières qui couvre une grande partie du centre de l'Irlande, borde le village.

## Commodités
Les principales caractéristiques du village sont une grande église catholique romaine (Notre-Dame et Saint-Joseph), un magasin bien approvisionné, un pub, une école primaire nationale et Mondello circuit automobile (à environ 1,5 km du centre du village). Depuis mars 2010, l'église et l'école du village font l'objet d'un vaste réaménagement.

## Transports
La ligne ferroviaire Dublin-Cork traverse le village, mais il n'y a pas de gare. Le Grand Canal passe également à côté de Caragh. À proximité, se trouve l'aqueduc du Leinster où le Grand Canal traverse la rivière Liffey.

## Administration
Le village fait partie de la circonscription du Dáil de Kildare South  pour les élections nationales. Pour les élections au conseil de comté, Caragh se trouve dans la zone électorale locale de Naas.

## Évolution démographique
La population du village de Caragh a considérablement augmenté au début du XXIe siècle, passant de 242 habitants en 2002, à 751 au recensement de 2006, à 966 en 2016,.
Le recensement de 2016 a enregistré un « parc de logements » de 263 habitations dans les limites du village.

## Sports
Des clubs de la Gaelic Athletic Association gravitent autour de Caragh (Éire Óg-Corrachoill CLG, Raheens GAA et Caragh GFC), ainsi qu'un club féminin de football gaélique (Robert Emmets). Le Raheens GAA, club de football gaélique, a son terrain à Tom Lawlor Park, à environ 500 mètres du village. La salle communautaire locale de Caragh est située à côté du terrain, elle est utilisée pour l'entraînement en salle pendant l'hiver. Caragh GFC, également un club de football, est basé à Prosperous. Le club de hurling local, Éire Óg-Corrachoill CLG, est une fusion de deux anciens clubs associés aux villages de Prosperous et Caragh. L'équipe locale de football féminin, Robert Emmets, est composée de joueuses de Raheens et de Sallins, elle s'entraîne à la fois à Caragh et à Sallins.[citation nécessaire]
Caragh Celtic FC est une équipe locale de football (soccer) qui joue ses matchs à domicile sur un terrain à Donore, à Caragh. Un club de pêche à Caragh se réunit au pont sur la Liffey et sur la route d'Osberstown en direction de Sallins. De la pêche récréative se pratique sur le Grand Canal.[citation nécessaire]

## Personnalités locales
- Paddy Power (1928–2013), ancien politicien et ministre ;
- Sean Power (1960-), ancien politicien et conseiller du Kildare South Dáil.